# The Object of My Affection (Lied)
The Object of My Affection ist ein Popsong, den Pinky Tomlin (Musik), Coy Poe (Text) und Jimmie Grier verfassten und 1934 veröffentlichten. Der Song war 1934 und im Folgejahr an der Spitze der amerikanischen Hitparade.
The Object of My Affection „ist ein forsch-fröhliches Lied der totalen Hingabe; der Freier ist bereit zu warten, derweil seine Geliebte machen darf, was sie will, solange sie sagt, dass sie ihm gehört.“
Der Song machte 1934 den Sänger und Songwriter Truman „Pinky“ Tomlin (1907–1987) landesweit bekannt. Jimmie Grier and His Orchestra (Brunswick 7308, Gesang Pinky Tomlin) hatte mit The Object of My Affection  einen Nummer-eins-Hit in den Vereinigten Staaten; 1935 gelang dies auch den Boswell Sisters (mit Jimmie Grier and his Orchestra) mit ihrer Version des Songs (Brunswick 7348). Weitere erfolgreiche Coverversionen legten Jan Garber and His Orchestra (1934, #7) und Glen Gray and the Casa Loma Orchestra im Dezember 1934 (#10) vor. Auch Benny Goodman and His Orchestra (Gesang Buddy Clark), Chick Bullock, Bert Ambrose, Garnet Clark and His Hot Clubs Four (u. a. mit Bill Coleman und Django Reinhardt)  sowie der Western-Swing-Sänger Milton Brown coverten 1934/35 den Song. Der Diskograf Tom Lord listet im Bereich des Jazz 41 Coverversionen, aus späteren Jahren auch von Lionel Hampton, Fred Böhler, Thore Jederby, Johnny Mercer/Paul Weston, Dick Haymes, Barry Martyn, Kid Thomas Valentine, Ella Fitzgerald, Ralph Sutton, Lars Erstrand und Sammy Rimington.